# ÖFB-Cup 2020-2021
La ÖFB-Cup 2020-2021 è stata l'86ª edizione della coppa nazionale austriaca di calcio, disputata tra il 28 agosto 2020 e il 1º maggio 2021.
Il torneo è stato vinto dal Salisburgo, già vincitore dell'edizione precedente, che ha sconfitto in finale il LASK per 0-3.

## Squadre partecipanti
Le 64 squadre partecipanti al torneo, tutte fin dal primo turno, si suddividono come segue:
- 25 squadre professioniste iscritte alla Österreichische Fußball-Bundesliga, di cui
  - 12 squadre partecipanti alla Bundesliga
  - 13 squadre partecipanti alla 2. Liga
- 39 squadre dilettanti iscritte alle federazioni regionali, di cui
  - 4 squadre iscritte alla Burgenländischer Fußballverband
  - 4 squadre iscritte alla Kärntner Fußballverband
  - 6 squadre iscritte alla Niederösterreichischer Fußballverband
  - 5 squadre iscritte alla Oberösterreichischer Fußballverband
  - 4 squadre iscritte alla Salzburger Fußballverband
  - 5 squadre iscritte alla Steirischer Fußballverband
  - 4 squadre iscritte alla Tiroler Fußballverband
  - 3 squadre iscritte alla Vorarlberger Fußballverband
  - 4 squadre iscritte alla Wiener Fußball-Verband

| Bundesliga          | 2. Liga            | Regionalliga        | Regionalliga      | Regionalliga | Landesligen        |
| Bundesliga          | 2. Liga            | Ost                 | Mitte             | West         | Landesligen        |
| ------------------- | ------------------ | ------------------- | ----------------- | ------------ | ------------------ |
| Admira Wacker M.    | Amstetten          | Bruck/Leitha        | Allerheiligen     | Anif         | Deutschkreutz      |
| Altach              | Austria Klagenfurt | Draßburg            | Bad Gleichenberg  | Bregenz      | ASK Elektra        |
| Austria Vienna      | Austria Lustenau   | Marchfeld Donauauen | Gleisdorf 09      | Dornbiner SV | First Vienna       |
| Hartberg            | Blau-Weiß Linz     | Neusiedl/See        | Union Gurten      | Grödig       | Gmunden            |
| LASK                | Dornbirn           | Stripfing           | Hertha Wels       | Hohenems     | SV Innsbruck       |
| Mattersburg         | Floridsdorfer      | Team Wiener Linien  | St. Anna          | Reichenau    | Retz               |
| Rapid Vienna        | Grazer AK          | Wiener Neustadt     | Stadl-Paura       | St. Johann   | St. Jakob/Rosental |
| Salisburgo          | Horn               | Wiener SC           | Union Vöcklamarkt | Schwaz       | Schrems            |
| St. Pölten          | Kapfenberger       |                     | Weiz              | Seekirchen   | ASV Siegendorf     |
| Sturm Graz          | Lafnitz            |                     | Wörgl             | Treibach     |                    |
| WSG Swarovski Tirol | Ried               |                     | Wallern           |              |                    |
| Wolfsberger         | Vorwärts Steyr     | ATSV Wolfsberg      |                   |              |                    |
|                     | Wacker Innsbruck   |                     |                   |              |                    |

## Calendario
Il programma del torneo è il seguente.
| Turno                   | Sorteggio      | Incontri           |
| ----------------------- | -------------- | ------------------ |
| Trentaduesimi di finale | 1º agosto 2020 | 28-30 agosto 2020  |
| Sedicesimi di finale    |                | 16-18 ottobre 2020 |
| Ottavi di finale        |                | 3-5 novembre 2020  |
| Quarti di finale        |                | 5-7 febbraio 2021  |
| Semifinali              |                | 2-3 marzo 2021     |
| Finale                  |                | 1º maggio 2021     |

## Primo turno
| Squadra 1            | Risultato       | Squadra 2           |
| -------------------- | --------------- | ------------------- |
| 28 agosto 2020       |                 |                     |
| Wolfsberger          | 5 – 2 (dts)     | Neusiedl/See        |
| Austria Klagenfurt   | 7 – 1           | Stadl-Paura         |
| First Vienna         | 4 – 0           | Marchfeld Donauauen |
| Gleisdorf 09         | 1 – 1 (3-5 dtr) | Ried                |
| Grödig               | 1 – 2           | Amstetten           |
| Mattersburg          | w/o             | Gmunden             |
| Wörgl                | 4 – 2           | Union Vöcklamarkt   |
| Treibach             | 1 – 2           | Horn                |
| Wels                 | 0 – 3           | Admira Wacker M.    |
| Kapfenberger         | 5 – 1           | Anif                |
| Sturm Graz           | 8 – 0           | SV Innsbruck        |
| 29 agosto 2020       |                 |                     |
| ATSV Wolfsberg       | 1 – 3           | St. Pölten          |
| Dornbirn             | 1 – 3           | Allerheiligen       |
| Floridsdorfer        | 3 – 0           | Draßburg            |
| Austria Lustenau     | 1 – 2           | Stripfing           |
| TuS Bad Gleichenberg | 0 – 1 (dts)     | Lafnitz             |
| Schrems              | 1 – 3           | Wacker Innsbruck    |
| WSG Swarovski Tirol  | 3 – 1           | St. Anna            |
| ASV Siegendorf       | 0 – 3           | LASK                |
| 30 agosto 2020       |                 |                     |
| Dornbiner SV         | 0 – 7           | Hartberg            |
| Austria Vienna       | 5 – 0           | Retz                |
| Rapid Vienna         | 5 – 0           | Johann              |
| Grazer AK            | 0 – 1           | Seekirchen          |
| Blau-Weiß Linz       | 5 – 1           | Team Wiener Linien  |
| 8 settembre 2020     |                 |                     |
| Deutschkreutz        | 0 – 3           | Wiener Neustadt     |
| 9 settembre 2020     |                 |                     |
| Wiener SC            | 5 – 0           | St. Jakob/Rosental  |
| Vorwärts Steyr       | 1 – 0           | Bruck/Leitha        |
| Bregenz              | 0 – 10          | Salisburgo          |
| 12 settembre 2020    |                 |                     |
| Wallern              | 0 – 1           | Reichenau           |
| 16 settembre 2020    |                 |                     |
| Union Gurten         | 1 – 3           | Altach              |
| 22 settembre 2020    |                 |                     |
| Weiz                 | 0 – 1           | ASK Elektra         |
| 30 settembre 2020    |                 |                     |
| Schwaz               | 1 – 3           | Hohenems            |

## Secondo turno
| Squadra 1           | Risultato       | Squadra 2          |
| ------------------- | --------------- | ------------------ |
| 16 ottobre 2020     |                 |                    |
| Admira Wacker M.    | 2 – 2 (3-4 dtr) | Kapfenberger       |
| WSG Swarovski Tirol | 0 – 1           | Floridsdorfer      |
| Lafnitz             | 2 – 4           | Austria Klagenfurt |
| Horn                | 0 – 3           | ASK Elektra        |
| Wiener SC           | 1 – 3           | Austria Vienna     |
| 17 ottobre 2020     |                 |                    |
| St. Pölten          | 0 – 3           | Salisburgo         |
| Gmunden             | 3 – 4 (dts)     | Hartberg           |
| Hohenems            | 1 – 2           | Sturm Graz         |
| Altach              | 7 – 0           | Seekirchen         |
| Wacker Innsbruck    | 1 – 0           | Stripfing          |
| LASK                | 3 – 0           | Wörgl              |
| Wiener Neustadt     | 1 – 5           | Rapid Vienna       |
| First Vienna        | 3 – 2           | Vorwärts Steyr     |
| 18 ottobre 2020     |                 |                    |
| Wolfsberger         | 2 – 2 (4-3 dtr) | Ried               |
| 14 novembre 2020    |                 |                    |
| Allerheiligen       | 0 – 1 (dts)     | Amstetten          |
| Reichenau           | 0 – 3           | Blau-Weiß Linz     |

## Ottavi di finale
| Squadra 1        | Risultato   | Squadra 2          |
| ---------------- | ----------- | ------------------ |
| 14 novembre 2020 |             |                    |
| Floridsdorfer    | 1 – 3 (dts) | Austria Klagenfurt |
| 24 novembre 2020 |             |                    |
| Sturm Graz       | 1 – 0       | Wacker Innsbruck   |
| 25 novembre 2020 |             |                    |
| Austria Vienna   | 5 – 3       | Hartberg           |
| First Vienna     | 2 – 1       | Altach             |
| 15 dicembre 2020 |             |                    |
| Kapfenberger     | 2 – 0       | Blau-Weiß Linz     |
| 16 dicembre 2020 |             |                    |
| Wolfsberger      | 2 – 0       | Amstetten          |
| LASK             | 3 – 0       | ASK Elektra        |
| Salisburgo       | 6 – 2       | Rapid Vienna       |

## Quarti di finale
| Squadra 1       | Risultato   | Squadra 2          |
| --------------- | ----------- | ------------------ |
| 5 febbraio 2021 |             |                    |
| Kapfenberger    | 1 – 2 (dts) | Wolfsberger        |
| Sturm Graz      | 1 – 0       | First Vienna       |
| 6 febbraio 2021 |             |                    |
| Salisburgo      | 2 – 0       | Austria Vienna     |
| 7 febbraio 2021 |             |                    |
| LASK            | 5 – 3 (dts) | Austria Klagenfurt |

## Semifinali
| Squadra 1    | Risultato   | Squadra 2  |
| ------------ | ----------- | ---------- |
| 3 marzo 2021 |             |            |
| Wolfsberger  | 0 – 1 (dts) | LASK       |
| Sturm Graz   | 0 – 4       | Salisburgo |

## Finale
| Arbitro: | Walter Altmann |

|  |           |                                      |
|  | Marcatori | 45+1’ Berisha 67’ Aaronson 88’ Mwepu |